# Líza vegetariánkou
Líza vegetariánkou (v anglickém originále Lisa the Vegetarian) je 5. díl 7. řady (celkem 133.) amerického animovaného seriálu Simpsonovi. Scénář napsal David S. Cohen a díl režíroval Mark Kirkland. V USA měl premiéru dne 15. října 1995 na stanici Fox Broadcasting Company a v Česku byl poprvé vysílán 25. března 1997 na stanici ČT1.

## Děj
Rodina Simpsonových navštíví zoologickou zahradu, kde Lízu zaujme roztomilé jehně. Ten večer Marge podává k večeři jehněčí kotlety. Líza je znepokojena spojením mezi pokrmem a jeho živým protějškem a oznámí, že už nebude jíst maso. Bart a Homer se jí za její nové vegetariánství neúnavně posmívají. Reakce ve škole není o nic lepší; když Líza požádá o vegetariánskou alternativu jídla v jídelně, kuchařka ji posměšně odbude hot dogem, ze kterého vyhodí párek, a tajným tlačítkem „Pozor, nezávislé myšlení“ upozorní ředitele Skinnera, což vede k tomu, že je celá její třída na druhém stupni nucena sledovat propagandistický film Rada pro maso s Troyem McClurem v hlavní roli, který kritizuje vegetariánství. Skinner ji „skrytě“ označí za aktivistku, a spolužáci si Lízu dobírají a vyhýbají se jí. 
Homer žárlí na grilování Neda Flanderse a uspořádá vlastní grilování s pečeným prasetem. Líza připraví boršč jako alternativu k masu, ale Homerovi hosté se jí vysmějí. Poté, co jí Homer nechtěně hodí do pokoje hamburger, jenž jí přistane na obličeji, se Líza rozzuří. Aby zabránila hostům sníst pečené selátko, použije sekačku a odjede s prasetem v závěsu. Homer a Bart ji pronásledují, ale ona prase shodí ze svahu. To se skutálí do řeky, ucpe odtok v přehradě, a je díky tlaku je po chvíli vystřeleno do vzduchu. 
Doma je Homer naštvaný na Lízu, že mu zničila oslavu, a Líza mu vyčítá podávání jídla z masa. Druhý den u snídaně Líza uteče poté, co ji Homerovo chování připraví o poslední kapku trpělivosti. Líza podlehne nátlaku, aby jedla maso, a zakousne se do hot dogu z grilu v Kwik-E-Martu. Zapálený vegan Apu jí ale prozradí, že snědla tofu dog, a zavede Lízu tajnou chodbou na střechu Kwik-E-Martu, kde se setkají s Paulem a Lindou McCartneyovými. Protože jsou McCartneyovi vegetariány, vysvětlí jim, že jsou Apuovi staří přátelé z dob Paulova působení v Indii. Apu se jí pak zeptá, co se stalo doma, že utekla. Po krátké zpovědi pomůže Líze pochopit toleranci. V tu chvíli si Líza uvědomí svou netoleranci vůči názorům ostatních. Následně se znovu přihlásí k vegetariánství, ale zároveň si uvědomí, že by neměla vnucovat své názory na práva zvířat ostatním. Cestou domů Líza zjistí, že ji Homer horečně hledá. Homer se jí omluví a přizná, že s Bartem zašli příliš daleko, když se jí vysmívali za to, že chce být vegetariánkou. Líza se Homerovi rovněž omluví a poví mu, že neměla právo mu zničit grilování. On jí odpustí a nabídne jí, že ji „vegetariánsky“ odveze domů.

## Produkce

### Scénář
Líza vegetariánkou byla první celá epizoda, kterou David X. Cohen napsal pro Simpsonovy. Jeho nejvýznamnější prací pro seriál byla do té doby Samojídelna u noční můry Pátého speciálního čarodějnického dílu. Nápad na Lízu vegetariánkou dostal, když pracoval na jiném scénáři pro seriál. Cohen se nemohl soustředit na svůj úkol, protože čekal na oběd, a na zadní stranu scénáře načmáral: „Líza se stane vegetariánkou?“. Cohen ukázal poznámku scenáristovi Brentu Forresterovi, kterému se nápad zalíbil. Showrunner David Mirkin pak příběh schválil, když mu ho Cohen předložil. Mirkin se sám stal vegetariánem a později poznamenal, že mnoho Líziných zážitků v dílu vychází z jeho vlastních.
Scenárista Bill Oakley navrhl scény s grilováním. Cohenův první návrh obsahoval spíše filozofický spor mezi Lízou a Homerem o konzumaci masa, ale Oakley Cohenovi řekl, že příběh potřebuje něco konkrétnějšího, co by sloužilo jako základ sporu Homera a Lízy. George Meyer, scenárista známý mezi štábem svými „bizarními fyzikálními vtipy“, přispěl nápadem, aby se prase na grilování zachytilo v přehradě a vyletělo do vzduchu. Cohen připisuje scenáristovi Johnu Swartzwelderovi inspiraci pro scénu, v níž Homerovi připadá nemožné uvěřit, že by slanina, šunka a vepřové kotlety mohly pocházet ze stejného zvířete. Podle Cohena byla založena na skutečném výroku Swartzweldera, jenž se rozplýval nad tím, jak je prase úžasné pro rozmanitost kusů masa, které z něj pocházejí.

### Dabing
V době, kdy epizoda vznikala, byl Paul McCartney jediným žijícím členem skupiny The Beatles, který se v Simpsonových nikdy neobjevil. John Lennon zemřel ještě před vznikem seriálu, ale Ringo Starr a George Harrison hostovali v seriálu v roce 1991 (Síla talentu), respektive 1993 (Homerovo pěvecké kvarteto). Štáb chtěl do pořadu přivést McCartneyho a David Mirkin se domníval, že příběh Líza vegetariánkou by byl atraktivní, protože McCartney je sám vegetarián. McCartney souhlasil s účastí, ale požadoval, aby Líza zůstala vegetariánkou po zbytek seriálu a v dalších dílech se nevrátila k pojídání masa. Štáb slíbil, že vegetariánkou zůstane, což vedlo k jedné z mála trvalých změn postavy v seriálu. McCartneyho manželka Linda byla také najata, aby se v epizodě objevila. Pro Entertainment Weekly řekla, že epizoda byla pro ni a jejího manžela příležitostí „rozšířit slovo vegetariánství mezi širší publikum“. Paul i Linda byli dlouholetými fanoušky Simpsonových.
Mirkin později řekl, že nahrávání s McCartneyovými bylo jedním z „nejúžasnějších“ zážitků jeho života. Letěl do Londýna a setkal se s manželi v nahrávacím studiu Paula McCartneyho, kde McCartneyovi strávili hodinu nahráváním svých scén. Tvůrce seriálu Simpsonovi Matt Groening měl letět s Mirkinem do Londýna, ale letadlo zmeškal. Groening poznamenal, že mít McCartneyho a zbytek Beatles v Simpsonových „byl pro nás všechny splněný sen“.
Linda McCartneyová zemřela 17. dubna 1998 ve věku 56 let na rakovinu. Díl 9. řady Simpsonových Kam s odpadem?, jenž byl vysílán 26. dubna 1998, byl věnován její památce. Výkonný producent Mike Scully řekl: „Prostě mi to přišlo jako správná věc. Všichni tady byli její smrtí překvapeni a zarmouceni.“.

### Režie a animace
Epizodu režíroval Mark Kirkland, kterého příběh zaujal, protože neviděl mnoho televizních epizod o vegetariánství. Návrhy Paula a Lindy McCartneyových jsou pro Simpsonovy neobvyklé v tom, že postavy mají hnědou, respektive modrou duhovku. Většina postav Simpsonových má uprostřed očí jednoduše černé skvrny.
V jedné scéně tohoto dílu Homer nastříká na svůj gril dvě lahve se zapalovačem, což způsobí, že diváci očekávají výbuch, když na něj Homer hodí sirku. Jakmile však zápalku vypustí, gril se sotva vznítí. Podobná scéna se objevuje i ve starší epizodě seriálu Zvlášť strašidelní Simpsonovi, i když v tomto dílu Homer použije jedinou lahvičku tekutiny do zapalovače a způsobí výbuch. Mirkinovi se tento vtip zalíbil natolik, že jeho části znovu použil v dílu Líza vegetariánkou a přidal nové zvraty, aby ještě více posílil komediální efekt. Staré skeče ze Zvlášť strašidelných Simpsonových byly použity jako pomoc animátorům při animaci této scény.

## Kulturní odkazy
V epizodě se objevuje několik odkazů na skupinu The Beatles a McCartneyho sólovou kariéru. McCartney například říká Líze, že když si přehraje jeho píseň „Maybe I'm Amazed“ z roku 1970 pozpátku, odhalí „recept na pořádnou čočkovou polévku“. Upravená verze písně zazní v závěrečné scéně a poté při závěrečných titulcích dílu; při přehrávání pozpátku je slyšet, jak McCartney v písni recituje recept. Mirkin nechal McCartneyho nahrát recept, který byl později přidán pozpátku přes původní píseň. McCartney považoval za „velmi vtipné“, že štáb chtěl „poslat do světa celou tu kultovní věc“ zpětného maskování písní Beatles. „Tajný recept na čočkovou polévku se zdál být pěknou parodií na to,“ uvedl. V jednom z úryvků pozpátku se říká: „A mimochodem, jsem naživu.“, což je odkaz na městskou legendu „Paul je mrtvý“.
Když se Líza, Apu a McCartneyovi sejdou na střeše Kwik-E-Martu, Apu Líze řekne: „Už dávno jsem se naučil tolerovat ostatní místo toho, abych jim vnucoval své názory. Víš, že můžeš lidi ovlivňovat, aniž bys je pořád zlobil. Je to jako v Paulově písni ‚Live and Let Live‘.“ Paul Apua opraví a řekne, že název písně je ve skutečnosti „Live and Let Die“. McCartneyovi se později zeptají Lízy, jestli by si nechtěla poslechnout nějakou píseň, a Apu zazpívá část písně „Sgt. Pepper's Lonely Hearts Club Band“, do které McCartneyovi luskají.

## Přijetí
Díl byl původně vysílán na stanici Fox ve Spojených státech 15. října 1995. V týdnu od 9. do 15. října 1995 se umístil na 47. místě ve sledovanosti s ratingem Nielsen 9,0, což odpovídá přibližně 8,63 milionu diváckých domácností. Epizoda byla čtvrtým nejlépe hodnoceným pořadem na stanici Fox v daném týdnu, po Aktech X, Fox NFL Sunday a Melrose Place. Líza vegetariánkou byla později vybrána k vydání ve video kolekci epizod z roku 2000 s názvem The Simpsons – Raiders of the Lost Fridge. Dalšími díly zařazenými do sady kolekce byly Hádejte, kdo kritizuje, Tlouštík Homer a Jak Burns prodával elektrárnu. Líza vegetariánkou byla později zařazena do sady DVD 7. řady Simpsonových, jež byla vydána 13. prosince 2005. Na audiokomentáři k dílu na DVD se podíleli David X. Cohen, Mark Kirkland, Matt Groening a David Mirkin.
Epizoda získala cenu Environmental Media Award v kategorii nejlepší televizní komediální díl, která je od roku 1991 každoročně udělována nejlepší televizní epizodě nebo filmu s environmentálním poselstvím. Díl také obdržel cenu Genesis Award v kategorii nejlepší televizní komediální seriál; cenu Genesis Award každoročně uděluje Humane Society of the United States jako ocenění děl, která zvyšují porozumění veřejnosti pro problematiku zvířat.

### Kritika
Díl Líza vegetariánkou získal všeobecné uznání televizních kritiků i štábu Simpsonových. Ze zaměstnanců seriálu jej Mirkin, Kirkland, Groening a scenárista Ian Maxtone-Graham uvádějí jako jednu ze svých nejoblíbenějších epizod. V audiokomentáři k epizodě na DVD označil Mirkin úvodní sekvenci v zoo za jednu ze svých nejoblíbenějších scén v historii seriálu. Považoval ji za „naprosto vtipnou“ a chválil Kirklanda za jeho animaci. Mirkinovi se také líbilo použití Apua v epizodě, protože Apu ukazuje Líze, že „způsob, jak přimět lidi, aby se změnili, je tolerance a porozumění“. Groening považuje vtip, v němž rodina tancuje za sebou, za jeden z „vrcholů“ v historii Simpsonových.
Televizní kritici chválili Lízu vegetariánkou za její humor. John Serba z Grand Rapids Press díl označil za svou nejoblíbenější epizodu, „protože příběh o Lízině konverzi k vegetariánství obsahuje více humorných scén na čtvereční palec než kterákoli jiná epizoda“.
Matthew Singer z listu Ventura County Reporter se domníval, že je „přeplněna skvělými jednotlivými scénami“, zejména propagandistickým videem Troye McClura z Rady pro maso, které je podle něj „možná nejvtipnějším izolovaným segmentem v historii pořadu“.
Patrick Enwright z Today, který epizodu uvedl jako svou druhou nejoblíbenější z celé řady, vyzdvihl píseň „Salátem přátele nezískáš!“ jako „jeden z těch archetypálních simpsonovských momentů, kdy autoři tak dlouho trefují vtip, až se z vtipného stane nevtipný a zase se vrátí k vtipnému“.
Recenzenti epizodu také chválili za vývoj postav. Todd Gilchrist z IGN řekl, že klíčem k dlouhověkosti Simpsonových je podle něj „sentimentální, ale ne gulášový“ přístup k vyprávění a vývoji postav. Jako příklad uvedl Lízu vegetariánkou a řekl: „Líza sabotuje Homerovo grilování, což má za následek nečekanou smrt jeho cenného prasete. Scenáristé však místo pouhého proložení epizody ikonickým obrázkem vepře vznášejícího se ve vzduchu rozvíjejí příběh, do kterého tento vtip zapadá. Komediální účinek je tak vlastně umocněn, protože nám na postavách záleží, jsme investováni do příběhu a připraveni na skvělý gag.“.
Phil Dzikiy z listu Niagara Gazette uvedl, že „vývoj postav a vyprávění příběhu je dokonalé“, a poznamenal, že epizoda byla „stejně tak vtipná, dojemná a satirická“.
Hostování manželů McCartneyových se setkalo se smíšenými reakcemi kritiků. Warren Martyn a Adrian Wood, autoři knihy I Can't Believe It's a Bigger and Better Updated Unofficial Simpsons Guide, jej označili za „vynikající“ vystoupení. Singer však uvedl, že jejich cameo bylo do seriálu špatně zakomponováno, a Dzikiy se domníval, že působilo „trochu nuceně“. 
Server IGN zařadil McCartneyho vystoupení v této epizodě spolu s vystoupením Ringo Starra v Síle talentu a vystoupením George Harrisona v Homerově pěveckém kvartetu na desáté místo mezi nejlepšími hostujícími vystoupeními v historii Simpsonových a dodal, že „ačkoli žádné z těchto vystoupení nebylo opravdu velké, skutečnost, že se v Simpsonových objevila nejpopulárnější skupina všech dob, je velkou výpovědí o popularitě a významu pořadu“.
Simon Crerar z Times Online označil vystoupení Paula a Lindy McCartneyových v této epizodě za jedno z 33 nejvtipnějších cameí Simpsonových vůbec a Larry Dobrow a Mike Errico z Blenderu jej uvedli jako osmé nejlepší cameo kapely v historii seriálu.